# خوان پاردو
خوان پاردو (Juan Pardo)، کاوشگر اهل اسپانیا بود که در نیمه اخیر قرن شانزدهم میلادی فعالیت داشت. او یک سفر اکتشافی اسپانیایی را با دستور پدرو منندز دی آویلز و در تلاشی برای یافتن راه زمینی به یک شهر تولید نقره در مکزیک، از کرانه اطلس هدایت نموده و با عبور از منطقه‌ای که حالا به‌نام کارولینای شمالی و جنوبی یاد می‌گردد، به شرق تنسی رسید.
منندز قبلاً قلعه سن فلیپ (۱۵۶۶ میلادی) را در سانتا النا، مکان امروزی جزیره پاریس، ساخته بود؛ این‌ها نخستین زیستگاه‌های اسپانیایی در مکانی بودند که حالا کارولینای جنوبی یاد می‌گردد.
هنگامی که پاردو سفر اکتشافی خود را بیشتر به سمت اراضی کارولینا هدایت می‌کرد، او قلعه سن خوان را در جوارا که نخستین زیستگاه اروپایی (۱۵۶۷ – ۱۵۶۸ میلادی) در اراضی کارولینای شمالی بود، بنیان‌گذاری نموده و پنج قلعه دیگر در غرب تأسیس کرد.

## کاوشگری جهان جدید
پاردو دو سفر اکتشافی را از سانتا النا به داخل منطقه‌ای که حالا جنوب‌شرق ایالات متحده گفته می‌شود، هدایت کرد. نخستین سفر اکتشافی که از ۱ دسامبر ۱۵۶۶ آغاز شده و تا ۷ مارس ۱۵۶۷ ادامه داشت، متشکل از ۱۲۵ مرد بود و هدف آن جستجوی غذا و تأسیس پایگاه‌ها در میان مردمان بومی ساکن در منطقه بود. او قلعه سن خوان را در جوارا که یکی از مراکز تمدن می‌سی‌سی‌پی (نزدیک منطقه‌ای که حالا مرگنتن، کارولینای شمالی است) بود، تأسیس نموده و سربازانی را برای محافظت از آن گماشت. او این زیستگاه را تحت حاکمیت اسپانیا قرار داده و نام آنرا به افتخار شهر کوئنکا در اسپانیا به کوئنکا تغییر داد.
پاردو سفر اکتشافی دوم را از ۱ سپتامبر ۱۵۶۷ تا ۲ مارس ۱۵۶۸ رهبری نموده و مناطق کوهستانی داخلی و جنوب را در امتداد رشته کوه‌های آپالاش اکتشاف نمود. او پنج قلعه دیگر در غرب جوارا به هدف ایجاد مسیر زمینی به منطقه فعلی ساکاتکاس در مکزیک تأسیس نمود، جاییکه معدن‌های نقره که اسپانیایی‌ها می‌خواستند از آن محافظت نمایند، وجود داشت. اسپانیایی‌ها اشتباهاً تصور کردند که رشته‌کوه‌های آپالاش با رشته‌کوه‌های مرکزی مکزیک وصل است. پس از اینکه پاردو از یورش فرانسوی‌ها در آنجا مطلع شد، به سانتا النا برگشت.
بعدتر در ۱۵۶۸ میلادی، مردمان بومی آمریکا با سربازان محافظ پاردو در قلعه‌های اسپانیایی به مخالفت پرداخته و به‌جز از یک سرباز، تمامی ۱۲۰ مرد را کشتند و تمامی شش قلعه را سوزاندند. اسپانیا پس از آن دیگر تلاش نکرد تا اراضی کارولینای شمالی را به مستعمره خود مبدل نماید. محل منطقه جوارا و قلعه سن خوان فعلاً توسط بنیاد جوارا و در همکاری با کالج وارین ویلسون، حفاری می‌شود.
سنگی که گمان می‌رود – البته اثبات نشده‌است – توسط پاردو یا یکی از مردان وی حکاکی شده‌است، در کلکسیون موزه تاریخ منطقه‌ای اسپارتنبورگ قرار دارد. این اثر که یک «سنگ‌نگاره قابل حمل» پنداشته می‌شود، تصویرنگاشت یک خورشید که به دور از خود اشاره می‌نماید و تاریخ «۱۵۶۷» در یک متوازی‌الاضلاع در آن حکاکی شده‌است. این سنگ در ۱۹۳۴ میلادی توسط یک دهقان در نزدیکی اینمان، کارولینای جنوبی یافته شد.
پاردو در ۱۵۶۹ میلادی مستعمره فلوریدا را ترک کرد تا به اسپانیا بازگردد؛ پس از آن، هیچ اطلاعاتی در مورد زندگی و مرگ وی در دسترس نیست.

## مدارک باستان‌شناختی
از ۱۹۸۶ میلادی به بعد، باستان‌شناسان که روی سایت بیری در نزدیکی مرگنتن کار می‌کنند، مدارکی از فرهنگ پشته‌سازان، کلبه‌های سوخته و صنایع دستی سده شانزدهم اسپانیایی را یافته‌اند. در این رابطه اجماع قوی وجود دارد که این محل مکان جوارا و قلعه سن خوان است. در ۲۰۰۷ میلادی، باستان شناسان یکی از کلبه‌های سوخته را به‌طور کامل حفاری نمودند. آنها پارچه‌های از کوزه سفالی زیتون و صفحات آهنی از زره نوع بریگادین قرن شانزدهم که به‌طور معمول در سفرهای اکتشافی از آن استفاده می‌شد، یافت نمودند.

## ارجاعات
1. ↑  Chester B. DePratter; Charles M. Hudson; Marvin T. Smith (October 1983). "The Route of Juan Pardo's Explorations in the Interior Southeast, 1566-1568". The Florida Historical Quarterly. Florida Historical Society. 62 (2): 125.
2. ↑  David J. Weber (1992). The Spanish Frontier in North America. Yale University Press. p. 70. ISBN 978-0-300-05917-5.
3. ↑  Beck, Robin A. , Jr.; Moore, David G.; Rodning, Christopher B. (2006). "Identifying Fort San Juan: A Sixteenth-Century Spanish Occupation at the Berry Site, North Carolina" (PDF). Southeastern Archaeology. 25 (1): 65–77. Retrieved 2013-12-27.
4. ↑  "Juan Pardo expeditions". North Carolina History. 2016.
5. ↑  Troy L. Kickler. "Juan Pardo Expeditions". North Carolina History Project. John Locke Foundation. Archived from the original on 8 April 2016. Retrieved 6 December 2020.
6. ↑  "Today in Asheville history: Explorer arrives". Citizen Times. 1 December 2015.
7. ↑  Tommy Charles (31 August 2012). Discovering South Carolina's Rock Art. University of South Carolina Press. pp. 19, 120. ISBN 978-1-61117-212-6.
8. ↑  "Pardo, Juan". South Carolina Encyclopedia. 2016.
9. ↑  Constance E. Rice, "Contact and Conflict" بایگانی‌شده  در ۲۴ ژوئن ۲۰۰۹ توسط Wayback Machine, American Archaeologist, Spring 2008, pp.14 and 17, accessed 26 Jun 2008
10. ↑  "Fort Tells of Spain's Early Ambitions". New York Times.